# Professional Muaythai League
Professional Muaythai League (PML) je slovenská společnost, která provozuje profesionální organizaci v Muaythai, sídlící v Trenčíně.  PML je největší Muaythai organizace v Česku a na Slovensku. Historický první turnaj organizace uspořádala v lednu 2022.
K roku 2024 organizace uspořádala osm turnajů.

## Specifická pravidla
PML se řídí podle pravidel K-1 a Muaythai, kromě toho se řídí také několika vlastními pravidly:
- Zápasníci mohou v den zápasu vážit pouze o sedm procent více než v den oficiálního vážení.
- Otevřené bodování – přesný systém žebříčku v jednotlivých vahách a pyramidové turnaje o šampiona.

Zdroj: